# Baldratia carbonaria
Baldratia carbonaria är en tvåvingeart som först beskrevs av Ignaz Rudolph Schiner 1868.  Baldratia carbonaria ingår i släktet Baldratia och familjen gallmyggor. Inga underarter finns listade i Catalogue of Life.